# سمكة المهرج فيجي
سمكة المهرج فيجي (الإسم العلمي:Amphiprion barberi)، هو نوع من الأسماك يتبع جنس سمكة المهرج من فصيلة البوماسنتريدي. تستوطن المحيط الهادئ.

## معرض صور

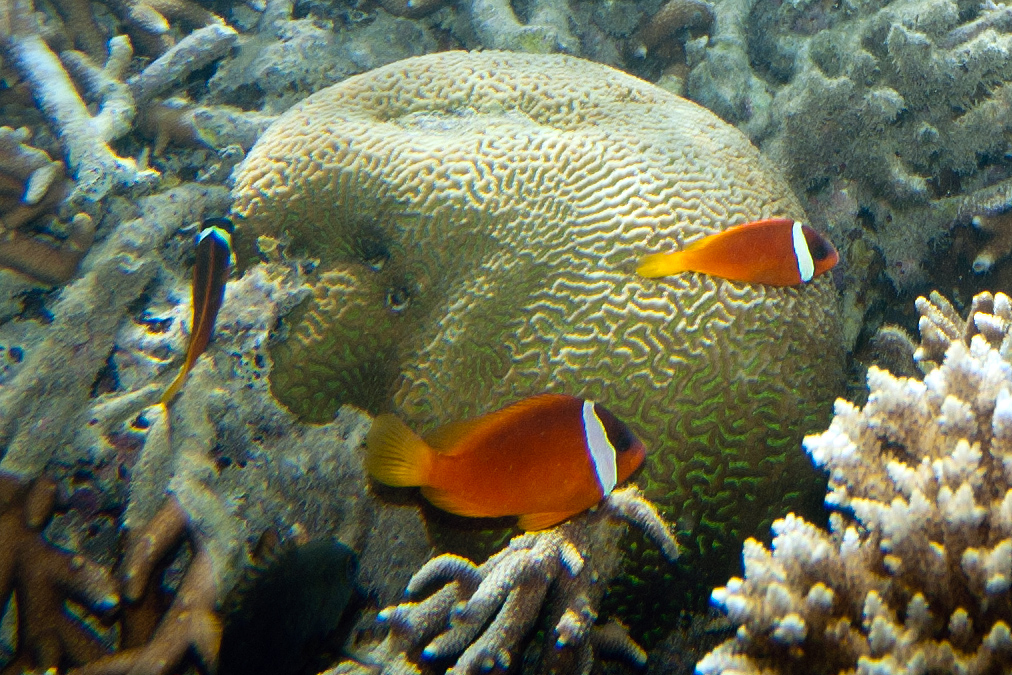
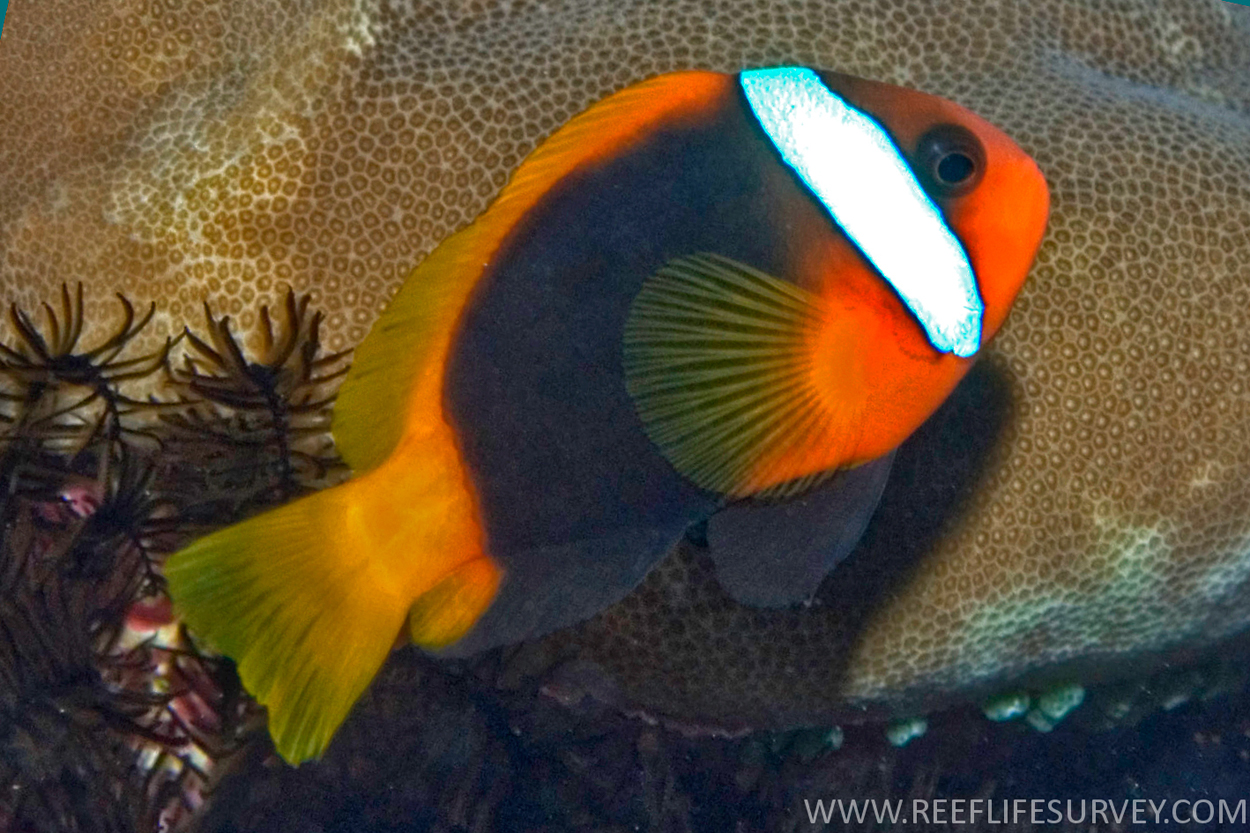
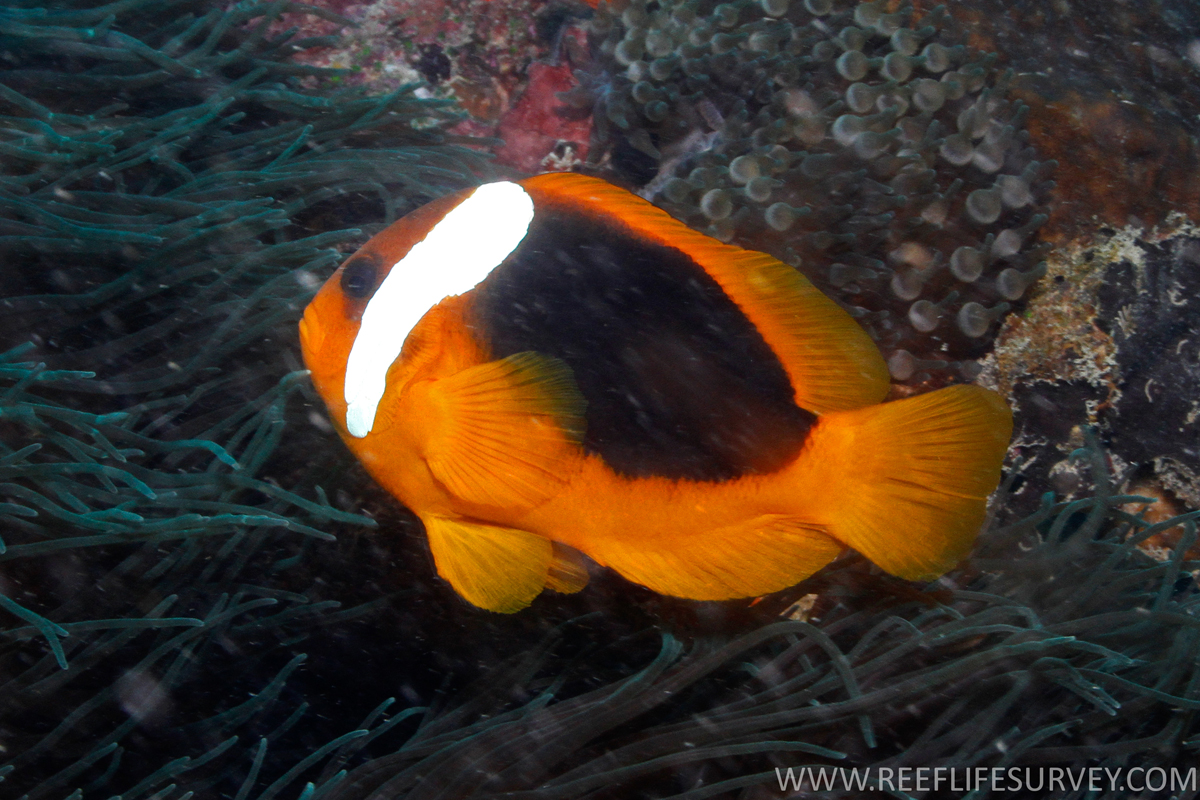